# José Antonio Irulegui
José Antonio Irulegui Garmendia (Oria, 1º aprile 1937) è un allenatore di calcio ed ex calciatore spagnolo di ruolo difensore.

## Carriera

### Club
José Antonio Irulegui ha iniziato la sua carriera da calciatore con l'SD Eibar, dove ha giocato nella stagione 1955-1956 collezionando 15 presenze. Successivamente ha militato per nove stagioni nella Real Sociedad, con cui ha totalizzato 177 presenze e un gol tra il 1956 e il 1965.
Nel 1965 è passato al Pontevedra CF, squadra con cui ha disputato 142 partite fino al 1971. Ha chiuso la carriera da giocatore al Real Murcia, con 17 presenze nella stagione 1971-1972.

### Nazionale
Nel 1959 ha collezionato una presenza con la Spagna U-21.

### Allenatore
Terminata la carriera da calciatore, è diventato allenatore. Ha iniziato alla guida del Deportivo La Coruña (1974-1975), per poi allenare squadre come Real Sociedad, RCD Espanyol, Real Murcia, Real Burgos, Xerez CD, Levante UD, Deportivo Alavés, RCD Mallorca e infine il Villarreal CF, con cui ha chiuso la carriera da tecnico nel 1999.

## Palmarès

### Allenatore
- Segunda División B spagnola: 1

Deportivo Alavés: 1993-1994